# 景泰縣人民醫院
景泰縣人民醫院是中華人民共和國甘肅省白銀市景泰縣一家醫院。該醫院前身是1941年成立的景泰縣衛生院。1949年後更名為景泰縣人民衛生院。1956年擴建並更名為景泰縣人民醫院。1976年擴建。1983年9月醫院搬遷至別處。